# Segedyńskie salami zimowe

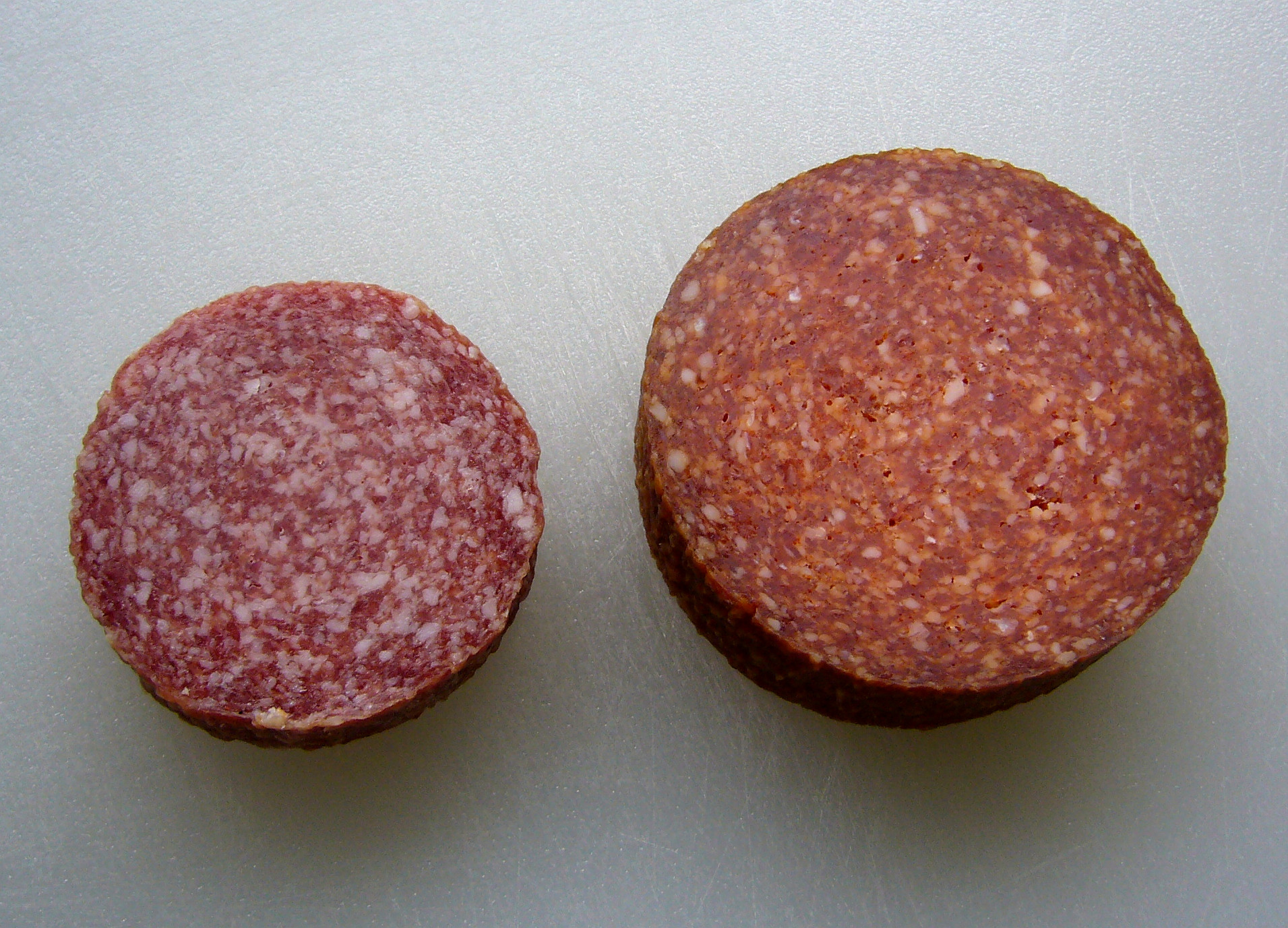
Segedyńskie salami zimowe

Segedyńskie salami zimowe (węg. Szegedi téliszalámi) – rodzaj wędzonego salami wytwarzanego z mięsa wieprzowego i słoniny.
Od 2007 roku jest pierwszym węgierskim produktem spożywczym z chronioną nazwą pochodzenia.
Zgodnie z rozporządzeniem Rady Europejskiej nr 510/2006 zimowe salami segedyńskie jest wyrabiane z mieszaniny składającej się z rozdrobnionej na 2–4-milimetrowe cząstki wieprzowiny i słoniny, do której dodaje się soli i przypraw (białego pieprzu, ziela angielskiego i słodkiej papryki w proszku), następnie napełnia się nią osłonki (naturalne lub identyczne z naturalnymi), przepuszczające parę wodną, których powierzchnia po wędzeniu na zimno dymem z trocin bukowych, a następnie w czasie suszenia i dojrzewania pokrywa się warstwą szlachetnej pleśni.
Nazwę kiełbasy tłumaczy okoliczność, że w przeszłości wyrabiano ją tylko w porze zimowej. Przyczyną tego był fakt, że wilgotność powietrza w Segedynie zwykle nie jest na tyle niska, by surowiec w czasie dojrzewania stracił odpowiednią ilość wody, i dlatego chłodzono go i w takim stanie wędzono. Dopóki nie pojawiły się odpowiednie do tego celu urządzenia (pompy), salami można było chłodzić wyłącznie zimą przy wykorzystaniu lodu z Cisy i okolicznych stawów. Poza tym firmie produkującej też inne wyroby nie wystarczało pracowników, podczas gdy zimą mogła do wyrobu salami zatrudnić sezonowych robotników z cegielni pozbawionych wtedy zajęcia.